# Smilodon
Smilodon var en slægt af meget avancerede sabelkatte (tilhørende de ægte katte). Et utal af arter er blevet beskrevet, men der har sandsynligvis blot eksisteret tre forskellige arter, nemlig S. gracilis, S. fatalis og S. populator. Smilodon hører til de dolktandede sabelkatte, karakteriserede ved lange slanke tænder modsat de kortere og oftest savtakkede scimitartandede katte.
Modsat populærvidenskabelige bøger er der ingen bevis for at Smilodon skulle have jaget mammutter, der har tværtimod nærmere været tale om bovider. Til trods for at navnet sabeltiger ofte bruges, er den moderne tiger ikke nært beslægtet med sabelkattene. Smilodon var formodentlig nært beslægtet med den ligeledes uddøde slægt Megantereon.

## Arter
- S. gracilis er den mest primitive af de tre arter og er udelukkende fundet i Nordamerika (2,5mio. –  0,5 mio). Den var som navnet antyder lettere bygget og havde desuden kortere hjørnetænder end de senere S. fatalis og S. populator.
- S. fatalis (1,2 mio – 0,01 mio, dvs. indtil for omkring 10.000 år siden) er den mest kendte art og er fundet i et stort antal i tjæresøerne i Los Angeles (La Brea). Den var meget massiv af bygning og havde lange særdeles kraftige forben, hvilket ville have givet den en hyæneagtig positur i levende live. De lange hjørnetænder var modsat slægten Homotherium ikke savtakkede, men kunne dog have en svag ribbet skærekant, som ofte blev slidt ned. Den var udbredt over det meste af det sydlige Nordamerika og dens sydlige udbredelsesgrænse var Peru i Sydamerika.
- S. populator (1,2 mio. – 0,01 mio) var den mest ekstreme af de tre arter. Hjørnetænderne var enorme, ca. 25 cm lange fra spids til rod, stikkende mere end 15 cm udenfor gummen. Den var utrolig massiv og havde en skulderhøjde på omkring de 125 cm og en beregnet vægt på over 380 kg. Kun den gigantiske nordamerikanske løve Panthera leo atrox var større. S. populator var udbredt over det meste af det østlige Sydamerika, dog er de bedste fund gjort i Argentina.